# Spar dame (film fra 2016)
|  | For andre betydninger, se Spar Dame (flertydig) |
Spar dame (russisk: Дама пик, translit.: Dama pik) er en russisk thrillerfilm fra 2016 instrueret af Pavel Lungin.

## Handling
Filmen handler om operasangere, der forbereder en opførelse af Tjajkovskijs opera Spar Dame. Parallelt med forberedelserne deltager operasangerne også i spil på casinoer, og det udvikler sig dramatisk. 

## Medvirkende
- Ksenia Rappoport som Sofia Mayer
- Ivan Jankovskij som Andrej
- Marija Kurdenevitj som Lisa
- Vladimir Simonov som Vsevolod Golovin
- Igor Mirkurbanov som Oleg